# Megninia cubitalis
Megninia cubitalis är en spindeldjursart som först beskrevs av Mégnin in Robin och Mégnin 1877.  Megninia cubitalis ingår i släktet Megninia och familjen Analgidae. Inga underarter finns listade i Catalogue of Life.